# Chính sách thị thực của Guatemala
Du khách đến Guatemala phải xin thị thực từ một trong những Danh sách phái bộ ngoại giao Guatemala trừ khi họ đến từ một trong những quốc gia được miễn thị thực.

## Bản đồ chính sách thị thực

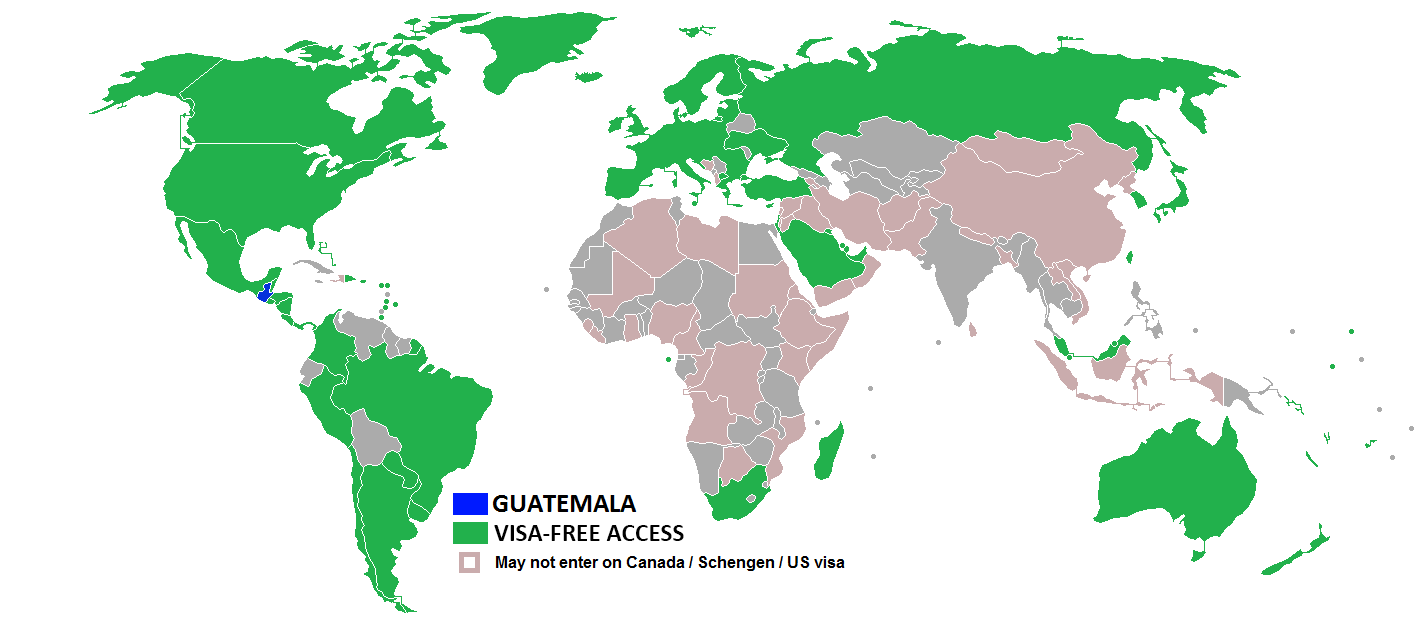
Chính sách thi thực Guatemala
Guatemala
Miễn thị thực đến Guatemala
Không được đến bằng thị thực Canada/Schengen/Hoa Kỳ

## Miễn thị thực
Người sở hữu hộ chiếu của 86 quốc gia và vùng lãnh thổ sau có thể đến Guatemala mà không cần thị thực lên đến 90 ngày:
| - Tất cả công dân Liên minh Châu Âu1 \| - Andorra - Antigua và Barbuda - Argentina - Úc - Bahamas - Bahrain - Barbados - Belize - Brasil - Brunei - Canada - Chile - Colombia - Costa Rica - Cộng hòa Dominica \| - El Salvador - Fiji - Honduras - Iceland - Israel - Nhật Bản - Kuwait - Liechtenstein - Macedonia - Madagascar - Malaysia - Quần đảo Marshall - Mexico - Monaco - New Zealand \| - Nicaragua - Na Uy - Panama - Paraguay - Peru - Qatar - Nga - Saint Kitts và Nevis - Saint Lucia - Saint Vincent và Grenadines - San Marino - Sao Tome và Principe - Ả Rập Xê Út - Singapore - Quần đảo Solomon \| - Nam Phi - Hàn Quốc - Thụy Sĩ - Đài Loan - Trinidad và Tobago - Thổ Nhĩ Kỳ - Tuvalu - Ukraina - Các Tiểu vương quốc Ả Rập Thống nhất - Hoa Kỳ - Uruguay - Vanuatu - Thành Vatican - Venezuela \| \| | | | |  |
| - Andorra - Antigua và Barbuda - Argentina - Úc - Bahamas - Bahrain - Barbados - Belize - Brasil - Brunei - Canada - Chile - Colombia - Costa Rica - Cộng hòa Dominica | - El Salvador - Fiji - Honduras - Iceland - Israel - Nhật Bản - Kuwait - Liechtenstein - Macedonia - Madagascar - Malaysia - Quần đảo Marshall - Mexico - Monaco - New Zealand | - Nicaragua - Na Uy - Panama - Paraguay - Peru - Qatar - Nga - Saint Kitts và Nevis - Saint Lucia - Saint Vincent và Grenadines - San Marino - Sao Tome và Principe - Ả Rập Xê Út - Singapore - Quần đảo Solomon | - Nam Phi - Hàn Quốc - Thụy Sĩ - Đài Loan - Trinidad và Tobago - Thổ Nhĩ Kỳ - Tuvalu - Ukraina - Các Tiểu vương quốc Ả Rập Thống nhất - Hoa Kỳ - Uruguay - Vanuatu - Thành Vatican - Venezuela |  |

1 - trừ người sở hữu hộ chiếu công dân Anh (hải ngoại).
| Ngày thay đổi thị thực |
| --- |
| Danh sách này không đầy đủ, bạn cũng có thể giúp mở rộng danh sách. - 31 tháng 3 năm 2009: Ukraina - 1 tháng 4 năm 2009: Nga - 1 tháng 7 năm 2013: Colombia và Peru - ngày 22 tháng 2 năm 2017: Dominican Republic |

Thỏa thuận miễn thị thực được ký với  Jamaica vào tháng 6 năm 2017 và chưa được thông qua.
Miễn thị thực tối đa 90 ngày trong mỗi chu kỳ 180 ngày cho người sở hữu thị thực có hiệu lực hoặc là cư dân của Canada, thành viên Liên minh Châu Âu, hoặc Hoa Kỳ. Điều này không áp dụng với công dân Afghanistan, Albania, Algérie, Angola, Armenia, Bangladesh, Bosna và Hercegovina, Botswana, Cameroon,  Trung Quốc, Cộng hòa Congo, Cộng hòa Dân chủ Congo, Eritrea, Ethiopia, Ghana, Hồng Kông, Indonesia, Iran, Iraq, Lào, Liban, Liberia, Libya, Ma Cao, Mali, Mông Cổ, Mozambique, Nepal, Nigeria, Triều Tiên, Oman, Palestine, Sierra Leone, Somalia, Sri Lanka, Sudan, Syria, Đông Timor, Việt Nam và Yemen, cũng như người sở hữu hộ chiếu phổ thông của Cuba, Haiti, Jordan, Kenya và Pakistan. Thị thực được cấp chu công dân của các quốc gia này bị giới hạn và phải qua nhiều thủ tục phải xử lý hơn tại Guatemala.
Ngoài ra, miễn thị thực với người sở hữu giấy phép cư dân được cấp bởi El Salvador, Honduras, Nicaragua; hoặc Thẻ Xanh của Mỹ với Giấy phép tái nhập cảnh Hoa Kỳ (I-571), bất kể quốc tịch nào.
Quá cảnh không cần thị thực được cho phép với du khách cần xin thị thực mà quá cảnh trong ngày và sở hữu vé chuyển tiếp.
Người sở hữu hộ chiếu ngoại giao hoặc công vụ của Belarus, Bolivia, Burkina Faso, Cuba, Dominica, Cộng hòa Dominica, Ecuador, Ai Cập, Grenada, Guyana, Haiti, Ấn Độ, Jamaica, Jordan, Kenya, Montenegro, Maroc, Pakistan, Papua New Guinea, Philippines, Serbia, Suriname và Thái Lan không cần xin thị thực.

## Thỏa thuận Kiểm tra Biên giới Trung Mỹ-4
Thỏa thuận Kiểm tra Biên giới Trung Mỹ-4 là một hiệp ước giữa El Salvador, Guatemala, Honduras và Nicaragua. Một thị thực được cấp bởi một trong bốn quốc gia sau được công nhận bởi tất cả các quốc gia. Tuy nhiên khoảng thời gian của thị thực áp dụng với tổng thời gian ở bất cứ quốc gia nào trong bốn quốc gia này mà không rời khu vực CA-4.